# ガブリエル・ゴロデツキー
ガブリエル・ゴロデツキー（Gabriel Gorodetsky、1945年5月13日-）は、イスラエルの歴史学者。専門は、ソ連外交史。

## 略歴
エルサレム生まれ。1969年ヘブライ大学卒業後、オックスフォード大学でE・H・カーに師事し、1973年博士号取得。1974年よりテルアビブ大学歴史学部教授を務める（1996年よりサミュエル・ルービン記念講座教授）。テルアビブ大学カミングス・ロシア・東欧研究所所長（1990-98年、2003年-）、イスラエル・スラヴ東欧研究学会会長（1991-94年）を歴任している。1995年よりロシア科学アカデミー外国人正会員。
その他にオックスフォード大学セント・アントニーズ・カレッジフェロー（1993-1994年）、同オール・ソウルズ・カレッジフェロー（現在Quondam Fellow、2005-06年）、ウッドロー・ウィルソン国際学術センター研究員（1986-87年）、ケルン大学訪問教授（2001-02年）、中央ヨーロッパ大学客員教授（2003年）などを務める。

## 著書

### 単著
- The Precarious Truce: Anglo-Soviet Relations, 1924-27, (Cambridge University Press, 1977).
- Stafford Cripps' Mission to Moscow, 1940-42, (Cambridge University Press, 1984).
- Grand Delusion: Stalin and the German Invasion of Russia, (Yale University Press, 1999).

### 編著
- Soviet Foreign Policy, 1917-1991: A Retrospective, (Frank Cass, 1994).
- Russia between East and West: Russian Foreign Policy on the Threshold of the Twenty-first Century, (Frank Cass, 2003).

### 編纂史料
- Sovetskaia vneshniaia politika v retrospektive, with Alexander Chubarian, (Nauka, 1993).
- Voina i Politika, 1939-1941 , with Alexander Chubarian,  (Nauka, 1999).
- Documents on Israeli-Soviet Relations, 1941-1953 (2 vols.), (Frank Cass, 2000).
- Stafford Cripps in Moscow 1940-1942: Diaries and Papers, (Vallentine Mitchell, 2007).